# 小行星956
小行星956（956 Elisa）是一颗围绕太阳公转的小行星。
該小行星以發現者卡爾·威廉·萊茵姆特的母親伊莉莎·萊茵姆特（Elisa Reinmuth）命名。

## 参数
这颗小行星的绝对星等为12.6个天文单位，自转周期为16.492小时。